# 艾杜醇
艾杜醇 或 艾杜糖醇（英語：Iditol）是一种糖醇。半乳糖激酶缺乏症会导致艾杜醇的积累。